# Barres
Barres es un lugar y una parroquia del municipio de Castropol, en el Occidente del Principado de Asturias. Cuenta con una parte importante de la población del municipio, siendo el primer núcleo tanto en número de habitantes como en extensión del concejo.
En su territorio se encuentran parte de los servicios más importantes a nivel municipal: campo de fútbol, pabellón polideportivo municipal, como supramunicipal: polígono industrial.
La parroquia siempre tuvo un enfoque eminentemente rural, viviendo de la ganadería y de la industria relacionada con el sector del mar (astillero). Hoy se incrementa esta relación laboral con el sector industrial debido a la implantación de numerosas empresas de servicios en el mencionado Polígono.

## Entidades de población
| Nombre (en español) | Nombre oficial (en eonaviego) |
| ------------------- | ----------------------------- |
| Barres              |                               |
| Campón              | El Campón                     |
| Carretera           | A Carretera                   |
| Casalagranda        | Casadagranda                  |
| Donlebún            | Lindigún/Donlebún             |
| Lamelas             | As Lamelas                    |
| Linera              | A Lieira                      |
| Oubías              |                               |
| Outeiro             | Louteiro                      |
| Penarronda          |                               |
| Reboledo            |                               |
| Rubieira            |                               |
| Salcedo             |                               |
| Teso de Lois        | El Teso de Lois               |
| Tombín de Barres    | El Tombín                     |
| Vale                |                               |
| Villadún            | Viyadún                       |
| Villarviejo         | Vilarveyo                     |
| Viña                | A Viña                        |

### Sitios
- As Casas Novas
- El Covo
- El Cruceiro
- Paraxes
- El Penedo
- El Tarel
- As Torres
- El Xebradeiro

## Lugares a destacar

### Torres de Donlebún
Situado en Barres y declarado Monumento Histórico-Artístico. Casona solariega situada en un emplazamiento privilegiado por sus vistas a la ría y protección de una densa arboleda. Aquí nació el navegante y gobernador de Cuba, D. Sancho Pardo de Donlebún. Responde al esquema de palacio con patio empedrado cuadrangular, rodeado por tres torres, con la occidental más antigua, del s. XVI. Otras partes son del s. XVIII, como atestigua una inscripción con el año 1711 en la fachada. Todas estas tierras están almenadas, así como el muro que cierra el patio, con puerta de medio punto y el escudo de la familia de los Pardo-Donlebún montado sobre una almena.
Cerca de este lugar, en una de las casas de la ensenada de la Linera, nació en 1532 un hermano paterno de Francis Drake.

### Playa de Penarronda

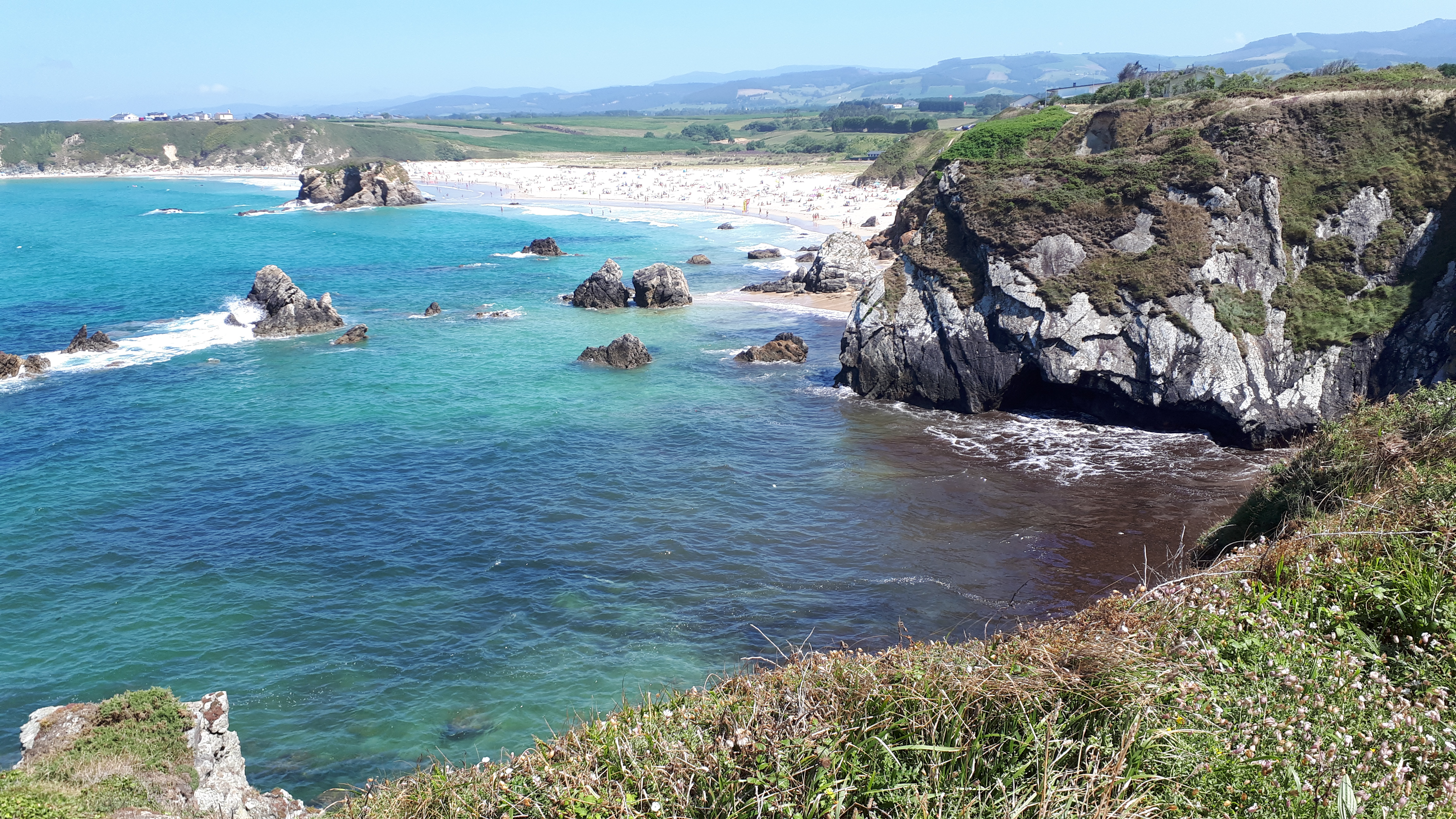
Playa de Penarronda

La playa de Penarronda destaca por su alto valor ecológico. De arena fina y amarilla, con una longitud de 800 m. Está dominada por el Castelo, enorme piedra redonda horadada por un túnel que da nombre a la playa. Declarada Monumento Natural por su sistema dunar y la presencia de especies vegetales protegidas, como el alhelí de mar y el narciso marino.

## Fiestas
Se celebra la fiesta en honor a san Pedro el primer fin de semana del mes de julio.
Asimismo, a finales del mes de agosto se realiza la "Semana Cultural" con diversos actos lúdicos, festivos y gastronómicos, rematándose el primer fin de semana de septiembre con los actos en honor al Ecce Homo.